# Bibliografia sobre a Chapada Diamantina
Esta bibliografia relaciona os livros sobre a Chapada Diamantina, região de serras e picos no estado brasileiro da Bahia.
Para entender o ambiente retratado nos livros, tem-se que «a Chapada Diamantina é uma vasta extensão de terras com características geográficas, sociais, econômicas, culturais e dialetais diferenciadas do restante do estado da Bahia. Como descreve Seabra (2017, p. 9) “[...] desponta como um conjunto de terras elevadas que parte do coração da Bahia até alcançar o norte de Minas Gerais. Na Bahia, a região montanhosa se estende por 41.994 km2 [...]”, o equivalente, por sua extensão territorial, a muitos países da Europa."»
Estudos linguísticos apontam que "A constituição desse corpus aponta para evidências que comprovam peculiaridades de um falar regional/popular na literatura que trata do garimpo nas lavras diamantinas".
Luiz Alexandre Brandão Freire assinala que "a rigor, as primeiras obras históricas a respeito das Lavras Baianas foram escritas na segunda metade do século XX" e que "a região da Chapada Diamantina protagonizou obras de romance que também são fontes fundamentais para compreensão das dinâmicas históricas da região".

## Livros sobre a Chapada Diamantina
Esta lista reúne as obras que não retratam uma cidade específica da região em apreço, mas toda ela ou partes de seu território, nos mais variados temas.
| Título                                                                                           | Autor(es)                                                                        | Dados da edição | Ano                | Temática                     |
| ------------------------------------------------------------------------------------------------ | -------------------------------------------------------------------------------- | --- | ------------------ | ---------------------------- |
| Bambúrrios e Quimeras (olhares sobre Lençóis: narrativa de garimpos e interpretações da cultura) | Delmar Alves de Araújo; Erivaldo Fagundes Neves; Ronaldo de Salles Senna         | Ed. UEFS, Feira de Santana, ISBN 9788575051511                                                                                    | 2002               | História                     |
| O Rio São Francisco e a Chapada Diamantina                                                       | Teodoro Sampaio                                                                  | Ed. Companhia das Letras, S. Paulo, ISBN 8535902562 (352 pág.)                                                                    | 2002               | Viagem                       |
| Jagunços e Heróis - a civilização do diamante nas lavras da Bahia                                | Walfrido Moraes                                                                  | Ed. Civilização Brasileira, Rio de Janeiro (212 pág.)                                                                             | 1963               | História                     |
| Chapada Diamantina: águas do sertão                                                              | Wilson Teixeira, Augusto José Pereira, Umberto Giuseppe Cordani, Roberto Linsker | Col. Tempos do Brasil, vol. 2, Ed. Terra Virgem, ISBN 978-8585981396 (160 pág.)                                                   | 1980               | Geologia                     |
| Chapada, Lavras e Diamantes – Percurso Histórico de uma Região Sertaneja                         | Francisco Lima Cruz Teixeira                                                     | Ed. Solisluna | 2021               | História                     |
| Chapada Diamantina Oriental, Bahia: geologia e depósitos minerais                                | Aroldo Misi                                                                      | Ed. Superintendência de Geologia e Recursos Minerais (194 pág.)                                                                   | 1996               | Geologia                     |
| Flora of the Pico Das Almas: Chapada Diamantina - Bahia, Brazil                                  | B. L. Stannard                                                                   | Ed. Royal Botanic Gardens, Nova Iorque (em inglês), ISBN 9780947643768 (853 pág., ilustrado)                                      | 1995               | Botânica                     |
| Chapada Diamantina: culinária e história                                                         | Delmar Alves Araújo                                                              | Ed. Senac, Lençóis, ISBN 9788574583419 (160 pág.)                                                                                 | 2013               | Culinária                    |
| O centro da Bahia: um testemunho sobre a Chapada Diamantina no século XXI                        | Calil Neto, Alessandra Augusta                                                   | Edições Maianga, ISBN 9788588543027                                                                                               | 2001               |                              |
| As forças do jarê, religião de matriz africana da Chapada Diamantina                             | José Colaço Dias Neto                                                            | Ed. Garamond, Rio de Janeiro, ISBN 9788576174103 (344 pág.)                                                                       | 2019               | Etnografia                   |
| Orquídeas da Chapada Diamantina                                                                  | Antonio Toscano de Brito                                                         | Ed. Nova Fronteira, ISBN 9788520917824 (399 pág.)                                                                                 | 2005               | Botânica                     |
| O Pequeno Príncipe Visita a Chapada Diamantina                                                   | Christiane Couve de Murville                                                     | Ed. Tocalivros Studios, (82 pág.)                                                                                                 | 2022               | Infantil                     |
| À procura de Sophia: Uma odisseia espiritual na Chapada Diamantina                               | César Monteiro                                                                   | Ed. Chiado Brasil, ISBN 9789893736579 (410 pág.)                                                                                  | 2022               | Ficção                       |
| Manual do Guia de Turismo da Chapada Diamantina                                                  | Delmar Alves Araújo, Margareth Branca Pires, Flávia Leiroz                       | Ed. Senac | 2014               | Turismo                      |
| Chapada Diamantina: história, riquezas e encantos                                                | Renato Luís Bandeira                                                             | Ed. Secult-BA, Salvador, ISBN 8575051385 (233 pág.)                                                                               | 1998 (4ª ed. 2006) | História, Geografia, Turismo |
| Sincorá: Ser Pedalante na Chapada Diamantina                                                     | Evandro Torezan                                                                  | Ed. Amazon, ISBN 9786500003123 (154 pág.)                                                                                         | 2020               | Trilha                       |
| Contatos na Chapada Diamantina                                                                   | Adolfino Alves Pereira Neto                                                      | Ed. do autor, ISBN 8593230334 (205 pág.)                                                                                          | 2019               | Ufologia                     |
| Chapada Diamantina                                                                               | Araquém Alcântara                                                                | Ed. TerraBrasil, ISBN ISBN 978-8589423083                                                                                         | 2007               | Fotografia                   |
| Plantas Úteis da Chapada Diamantina                                                              | Ligia Silveira Funch , Raymond M. Harley , Roy Funch                             | Ed. Rima, ISBN 9788576560043 (187 pág.)                                                                                           | 2004               | Botânica                     |
| Chapada Diamantina – Lençóis                                                                     | Rogério Furtado (redator)                                                        | Ed. IPHAN, Programa Monumenta Vol. 11, ISBN 9788573340792                                                                         | 2008               | Geral                        |
| História Natural da Chapada Diamantina                                                           | Rodrigo Valle Cezar, Vanessa Salms                                               | Ed. Caminhos do Brasil. Col. Viagem de Conhecimento. Vol 2 (128 pág.)                                                             | 2016               | Geologia                     |
| Os ecos contraditórios do turismo na Chapada Diamantina                                          | Francisco Emanuael Matos Brito                                                   | Ed. Edufba, Salvador, ISBN 8523203656                                                                                             | 2005               | Turismo                      |
| Chapada Diamantina: um paraíso desconhecido                                                      | Rui Rezende                                                                      | Ed. dos Frades, ISBN 9788589655705                                                                                                | 2012               | Turismo                      |
| A Guerra dos Coronéis e os Garimpos na Chapada Diamantina                                        | Renato Luís Bandeira                                                             | Ed. do autor, ISBN 9788590429494                                                                                                  | 2014               | História                     |
| Chapada Diamantina: garimpo de imagens                                                           | Aristides Alves (imagens); Gustavo Falcón e Roy Funch (textos)                   | Ed. Secult-BA, Salvador ISBN 9788560341023 (144 pág.)                                                                             | 2008               | Fotografia                   |
| Culinária Sustentável da Chapada Diamantina                                                      | Delmar Alves Araújo                                                              | Ed. Senac | 2015               | Culinária                    |
| Chapada Diamantina: O Falso Brilhante                                                            | Giovanni Seabra                                                                  | Ed. Barlavento, Ituiutaba, ISBN 9788568066423 (176 pág.)                                                                          | 2017               | Ecologia                     |
| Cascalho                                                                                         | Herberto Sales                                                                   | Ed. O Cruzeiro, Rio de Janeiro | 1944               | Romance                      |
| Torto Arado                                                                                      | Itamar Vieira Junior                                                             | Ed. Todavia, ISBN 978-6580309313 (264 pág.)                                                                                       | 2019               | Romance                      |
| Garimpo-Garimpeiro-Garimpagem, Chapada Diamantina, Bahia                                         | José Martins Catharino                                                           | Ed. Philobiblion/Banco Econômico, Rio de Janeiro (270 pág.)                                                                       | 1986               | Economia                     |
| Garimpos da Bahia                                                                                | Herberto Sales                                                                   | Ed. Ministério da Agricultura/SIP, Rio de Janeiro                                                                                 | 1955               | Economia                     |
| Nas Trilhas dos Garimpeiros de Serra                                                             | Senilde Alcantara Guanaes                                                        | Ed. UFBA, Salvador | 2001               | História                     |
| O Mandonismo Local na Chapada Diamantina                                                         | Dora Rosa Leal                                                                   | Ed. UFBA, Salvador | 1973               | Sociologia                   |
| Bugrinha                                                                                         | Afrânio Peixoto                                                                  | Ed. Clube do Livro, Salvador | 1975               | Romance                      |
| Os primeiros descobrimentos de diamantes no Estado da Bahia                                      | Orville Derby                                                                    | Ed. Instituto Geográfico e Histórico da Bahia, Salvador                                                                           | 1906               | História                     |
| Os Payayá no Sertão das Jacobinas (1651-1706)                                                    | Solon Natalicio Araujo dos Santos                                                | Ed. Appris Editora, ISBN 9788555077746 (302 pág.)                                                                                 | 2019               | Antropologia                 |
| Além dos Marimbus                                                                                | Herberto Sales                                                                   | Ed. Ediouro, ISBN 978-8500309564                                                                                                  | 2018               | Romance                      |
| Lavras Diamantinas                                                                               | Marcelino José das Neves                                                         | Ed. Fundação Gonçalo Muniz, Salvador, (417 pág.) (2ª ed. Assembleia Legislativa da Bahia, Salvador, 551 pág., ISBN 9786501045931) | 1967 (2024)        | Romance                      |
| Flores Nativas da Chapada Diamantina                                                             | Raymond M. Harley, Ana Maria Giulietti                                           | Ed. RiMa, ISBN 9788576560012 (319 pág.)                                                                                           | 2004               | Botânica                     |
| Chapada Diamantina: marcas do tempo, trechos de uma expedição                                    | Otoniel Fernandes Neto                                                           | Ed. do Autor, Brasília, ed. bilíngue (144 pág.)                                                                                   | 2015               | Arte                         |
| Teodoro Sampaio e a Chapada Diamantina                                                           | Otoniel Fernandes Neto                                                           | Ed. do Autor, Brasília, ed. bilíngue, ISBN 8590583414 (128 pág.)                                                                  | 2005               | Arte, história               |
| Maria Dusá (Garimpeiros) - romance de costumes sertanejos e "chapadistas"                        | Lindolfo Rocha                                                                   | Ed. Livraria Chardron, Porto | 1910               | Romance                      |

### Outras publicações
- GOMES, Josildete. Povoamento da Chapada Diamantina. Salvador – BA: Revista do Instituto Geográfico e Histórico da Bahia, N. 77, 1952.
- RUDINI, Marcelo. Guia Pedalar na Chapada Diamantina: Oito trechos mapeados para dar a volta ao Parque Nacional da Chapada Diamantina. ebook
- FUNCH, Roy. Um guia para a Chapada Diamantina, livro sobre a região do Parque Nacional da Chapada Diamantina.
- JUNCÁ, Flora Acunã; FUNCH, Lígia (org). Biodiversidade e Conservação da Chapada Diamantina, Ministério do Meio Ambiente, Brasília, 435 pág., 2005

## Livros sobre as cidades da Chapada Diamantina
| Cidade                      | Título                                                                         | Autor(es)                                  | Dados da edição                                                                                    |
| --------------------------- | ------------------------------------------------------------------------------ | ------------------------------------------ | -------------------------------------------------------------------------------------------------- |
| Andaraí                     | Memória Histórica e Descriptiva do Município de Andarahy.                      | Gonçalo de Athayde Pereira                 | Ed. Secretaria Municipal de Educação, Salvador, 1937 (89 pág.)                                     |
| Barra do Mendes             | Barra do Mendes: uma história de lutas.                                        | Edízio Mendonça                            | Ed. Secult-BA, Salvador, 2003 (213 pág.)                                                           |
| Iraquara                    | Iraquara, ontem, hoje e sempre.                                                | Anna Maria Félix dos Santos ("Maria Neta") | Ed. Secult-BA, Salvador, 2004 (126 pág.)                                                           |
| Ituaçu                      | Diagnóstico do Município de Ituaçu.                                            | Ordálvio Souza Guimarães                   | Ed. Técnico, Jacobina, 1993                                                                        |
| Ituaçu                      | Ituaçu: Bandeirantes e Sertanistas na Chapada Diamantina.                      | Ordálvio Souza Guimarães                   | Ed. tipografia Projeto, Salvador, 2005                                                             |
| Ituaçu                      | Ruas, Praças, Becos e Caminhos de Ituaçu.                                      | Ordálvio Souza Guimarães                   | Ed. Gráfica Bandeirante, Brumado, 2009                                                             |
| Jacobina                    | Jacobina: Sua História e Sua Gente.                                            | Doracy Araújo Lemos                        | Grafinort Editora, 1995 (Ed. Rabisco, 2° Ed, Jacobina, 2013) (339 pág.)                            |
| Jacobina                    | Os Negros em Jacobina (Bahia) no Século XIX.                                   | Raphael Rodrigues Vieira Filho             | Ed. Annablume, S. Paulo, 2009, ISBN 9788539100309 (197 pág.)                                       |
| Lençóis                     | Memoria historica e descriptiva do Municipio dos Lençoes (Lavras-Diamantinas). | Gonçalo de Athayde Pereira                 | Ed. Officinas da empreza "A Bahia", Lençóis, 1910 (85 pág.)                                        |
| Lençóis                     | Garimpo, Devoção e Festa em Lençóis – BA.                                      | Maria Salete Petroni de Castro             | Ed. Câmara Brasileira do Livro, São Paulo, 1984                                                    |
| Lençóis                     | Lençóis: As relações entre turismo, cultura e ambiente.                        | Delmar Alves de Araújo                     | Ed. UICLAP, São Paulo, 2022.                                                                       |
| Livramento de Nossa Senhora | História de Livramento: a terra e o homem                                      | Mozart Tanajura                            | Ed. Secretaria de Cultura e Turismo, Salvador, 2003 (430 pág.)                                     |
| Morro do Chapéu             | O Coronel Negro - Coronelismo e poder no norte da Chapada Diamantina.          | Moiseis de Oliveira Sampaio                | Ed. Kalango, Simões Filho, 2015, ISBN q ( pág.)                                                    |
| Morro do Chapéu             | Morro do Chapéu (Chapada Diamantina).                                          | Jubilino Cunegundes                        | Ed. Beneditina, Salvador, 1976 (reedição: Ed. EGBA, Salvador, 1989, ISBN: 9788575590911, 120 pág.) |
| Morro do Chapéu             | Pequena Descrição de Morro do Chapéu.                                          | Honório de Souza Pereira                   | Ed. Correio do Sertão, Morro do Chapéu, 1919                                                       |
| Mucugê                      | Memoria histórica e descriptiva do Municipio de S. João do Paraguassú.         | Gonçalo de Athayde Pereira                 | Ed. Litho-Typ. e Encadernação Reis & C, Salvador, 1907 (221 pág.)                                  |
| Mucugê                      | Sobradão                                                                       | Lúcia Guedes Mello                         | Ed. Omar G., Salvador, 2002, ISBN 8575050664 (367 pág.; memórias)                                  |
| Palmeiras                   | Encontro com a Villa Bella das Palmeiras.                                      | Zenilda Pina                               | Ed. Secult-BA, Salvador, 2005 (369 pág.)                                                           |
| Rio de Contas               | Minas do Rio de Contas, hoje Município de Rio de Contas.                       | Gonçalo de Athayde Pereira                 | Ed. Tipografia São Miguel, 1940                                                                    |
| Rio de Contas               | Rio de Contas e a Igreja de Santana.                                           | Julieta Trindade Soares                    | Ed. (?), Salvador, 1997                                                                            |
| Rio de Contas               | Guia Lírico de Rio de Contas.                                                  | Esther Trindade Serra                      | Ed. , ISBN ( pág.)                                                                                 |
| Rio de Contas               | Escravos e libertos nas minas do Rio de Contas.                                | Kátia Lorena Novais Almeida                | Ed. Edufba, Salvador, 2018 ISBN 9788523217112 (346 pág.)                                           |
| Rio de Contas               | Alforrias em Rio de Contas – Bahia (século XIX).                               | Kátia Lorena Novais Almeida                | Ed. Edufba, Salvador, 2012, ISBN 9788523209872 (202 pág.)                                          |
| Rio de Contas               | Memória e Geografia Social de Mulheres em Rio de Contas (Bahia).               | Nereida Maria Santos Mafra de Benedictis   | Ed. Uesb, Vitória da Conquista, 2020, ISBN 9788579851438 (217 pág.)                                |
| Seabra (Campestre)          | Campestre e seus horrores                                                      | Edízio Mendonça                            | Ed. Secult, Salvador, 2004, ISBN: ( pág.)                                                          |
| Wagner                      | Ponte Nova: construindo o futuro olhando no retrovisor.                        | Belamy Macedo de Almeida                   | Irecê: Gráfica Salobro, 2006. ISBN:                                                                |

### Outras publicações
- PÓLVORA, Hélio; ESPINHEIRA, Ruy Santos; COSTA, Aramis Ribeiro (2017).  José Ricardo Santos, ed. Herberto Sales: a saga de um bamburrar literário. Simões Filho: Kalango. 196 páginas. ISBN 9788589526913